# الخديعة الناصرية (كتاب)
الخديعة الناصرية، من أوراق شعب مصر السرية: شهادة مواطنة مصرية على سنوات عاشتها، كتاب سياسي للكاتبة المصرية صافي ناز كاظم صدر عن دار الاعتصام بالقاهرة سنة 1984 وأعادت طبعه دار القارئ العربي سنة 1991.